# Volks Aandelen Trust
Volks Aandelen Trust NV (VAT) was een emissie van aandelen in de zomer van 1964 welke diende ter (mede)financiering van het REM-eiland.
De aandelen werden onderhands geplaatst bij het Amsterdamse bankiershuis Teixeira de Mattos aan de Herengracht, die de aandelen over de toonbank verkocht.
De uitgifte was een groot succes: er werden in korte tijd 350.000 aandelen van f 20,= verkocht aan ongeveer 100.000 aandeelhouders.
De aandelen kregen geen beursnotering.
De kopers kregen recepissen (voorlopige stukken), die nooit zijn omgewisseld in definitieve stukken. Op 17 december 1964 werden de tv-uitzendingen van het REM-eiland gestaakt. De aandelen waren toen nog maar een paar dubbeltjes waard.